# Сорокін Володимир Миколайович
Володимир Миколайович Сорокін (нар. 3 лютого 1937, Москва, СРСР) — радянський футболіст, півзахисник і захисник.
Починав з дворового футболу, потім вступив до футбольної школи московського «Динамо», де пройшов всі вікові категорії і в 1954 році був зарахований до штату команди майстрів. Грав за дублюючий склад. У 1955 році, на передсезонних зборах отримав серйозну травму, пошкодив меніск правого колінного суглоба і весь рік пішов на лікування та відновлення. Оговтавшись від травми, знову став регулярно виходити на поле в турнірі дублерів. 14 травня 1957 року, дебютував за основний склад, в матчі з мінським «Спартаком» (рахунок 0:0). Але більше до ігор за команду майстрів не залучався.
На початку 1958 року, Володимира Сорокіна і його одноклубника Адамаса Голодця, запросили в київське «Динамо». У команді зі столиці України, відразу став гравцем основи, грав разом з Йожефом Сабо та Юрієм Войновим в лінії півзахисту. У першому сезоні провів, за свій новий клуб, 20 матчів з 22. У 1960 році, разом з командою, стає срібним призером чемпіонату СРСР і отримує звання «Майстер спорту СРСР». Неприємності почалися наступного року, який став «золотим» для київського «Динамо». Спочатку, через операцію з видалення апендициту, пропустив частину передсезонної підготовки. Потім, через трагічні обставини — смерть батька, змушений був пропустити ще частину тренувального процесу. В результаті, стабілізація складу проходила без Сорокіна, який з початком чемпіонату повинен був набирати ігрову форму в дублюючому складі. Всі ці події закінчилися конфліктом гравця з старшим тренером В'ячеславом Соловйовим. Після якого, в червні 1961 року футболіст залишив київський клуб і повернувся в московське «Динамо».
У столичному клубі відразу отримав місце в стартовому складі. А незабаром, 23 липня 1961 року, вийшов грати проти київських «динамівців». Матч закінчився з рахунком 5:0 на користь москвичів, а сам Сорокін відзначився голом у ворота своїх колишніх одноклубників. Але в цілому, сезон для московських «динамівців» склався невдало — у підсумку команда посіла лише 11 місце. Незабаром на посту старшого тренера Всеволода Блінкова замінив Олександр Пономарьов, при якому місця в основному складі для Володимира не знайшлося.
1962 року півзахисника запрошує в Донецьк наставник «Шахтаря» Олег Ошенков, з яким працював у київському «Динамо» і добре знав його можливості. Сорокін відразу ж закріпився в основному складі, провів у дебютному сезоні 24 матчі і забив один гол — знову відзначився у воротах київських «динамівців». У тому ж році стає володарем кубка СРСР. У вирішальному матчі гірники, завдяки голам Валентина Сапронова та Віталія Савельєва, перемогли команду «Знамено праці». Міг відзначитися у фіналі і Сорокін, але на останній хвилині матчу не реалізував пенальті, потрапивши у стійку воріт. У наступному році знову грав у фіналі кубку СРСР, але цього разу донецький клуб у вирішальному матчі поступився московському «Спартаку» з рахунком 1:2.
Всього в «Шахтарі» Володимир Сорокін провів шість сезонів. У 1968 році футболіст покинув команду гірників. Провів по півроку в жданівській команді «Азовець», яка виступала у другій групі класу «А» і чернівецькій «Буковині», з якою став бронзовим призером у своїй зоні класу «Б». Після чого перебрався в чернігівську «Десну», але на початку 1969 року знову отримав травму і вирішив завершити активну ігрову кар'єру. Всього в елітному дивізіоні провів 224 матчі (7 голів), у кубку — 21 матч.
Відразу повернувся до Києва, де протягом трьох років очолював футбольну команду заводу «Арсенал». Залишивши тренерську діяльність, працював у різних галузях, не пов'язаних з футболом. Займався організацією ігор ветеранів київського «Динамо».
За вагомий особистий внесок у розвиток вітчизняного футболу, досягнення високих спортивних результатів, багаторічну сумлінну працю та з нагоди 20-річчя Всеукраїнської спортивної громадської організації «Федерація футболу України» нагороджений медаллю «За працю і звитягу».
Досягнення:
- Віце-чемпіон СРСР (1): 1960
- Володар кубка СРСР (1): 1962
- Фіналіст кубка СРСР (1): 1963

Статистика виступів у чемпіонатах:
| Сезон        | Команда            | Ліга         | І   | Г |
| ------------ | ------------------ | ------------ | --- | - |
| 1957         | «Динамо» (Москва)  | Д-1          | 1   | 0 |
| 1958         | «Динамо» (Київ)    | Д-1          | 20  | 1 |
| 1959         | «Динамо» (Київ)    | Д-1          | 7   | 0 |
| 1959         | Спартак (Ужгород)  | Д-3          | 4   | 1 |
| 1960         | «Динамо» (Київ)    | Д-1          | 20  | 2 |
| 1961         | «Динамо» (Київ)    | Д-1          | 3   | 0 |
| 1961         | «Динамо» (Москва)  | Д-1          | 17  | 1 |
| 1962         | «Шахтар»           | Д-1          | 24  | 1 |
| 1963         | «Шахтар»           | Д-1          | 36  | 0 |
| 1964         | «Шахтар»           | Д-1          | 26  | 0 |
| 1965         | «Шахтар»           | Д-1          | 21  | 0 |
| 1966         | «Шахтар»           | Д-1          | 36  | 2 |
| 1967         | «Шахтар»           | Д-1          | 13  | 0 |
| 1968         | «Азовець» (Жданов) | Д-2          | 17  | 0 |
| 1968         | «Буковина»         | Д-3          | ?   | 1 |
| Усього в Д-1 | Усього в Д-1       | Усього в Д-1 | 224 | 7 |